# Mistrzostwa Ibero-Amerykańskie w Lekkoatletyce 2000
9. Mistrzostwa Ibero-Amerykańskie w Lekkoatletyce – zawody lekkoatletyczne, które odbyły się w dniach 20-21 maja 2000 w Rio de Janeiro.

## Rezultaty

### Mężczyźni
| Konkurencja                   | 1. miejsce                                                                                     | Wynik      | 2. miejsce                                                                      | Wynik      | 3. miejsce                                                                  | Wynik      |
| ----------------------------- | ---------------------------------------------------------------------------------------------- | ---------- | ------------------------------------------------------------------------------- | ---------- | --------------------------------------------------------------------------- | ---------- |
| Bieg na 100 m                 | Vicente de Lima                                                                                | 10,28      | Luis Alberto Pérez-Rionda                                                       | 10,41      | Sebastián Keitel                                                            | 10,42      |
| Bieg na 200 m                 | Claudinei da Silva                                                                             | 20,23      | André da Silva                                                                  | 20,56      | Sebastián Keitel                                                            | 20,77      |
| Bieg na 400 m                 | Sanderlei Parrela                                                                              | 44,80      | Anderson Jorge dos Santos                                                       | 45,59      | Gustavo Aguirre                                                             | 46,69      |
| Bieg na 800 m                 | Hudson de Souza                                                                                | 1:47,18    | Marcio Wandre de Oliveira                                                       | 1:48,53    | Sergio Gallardo                                                             | 1:48,85    |
| Bieg na 1500 m                | Hudson de Souza                                                                                | 3:42,21    | Manuel Damião                                                                   | 3:43,06    | Javier Carriqueo                                                            | 3:44,93    |
| Bieg na 5000 m                | José Ramos                                                                                     | 13:43,86   | Pablo Olmedo                                                                    | 13:44,44   | Elenilson da Silva                                                          | 13:48,74   |
| Bieg na 10 000 m              | Elenilson da Silva                                                                             | 28:57,98   | Marílson dos Santos                                                             | 28:58,74   | Isaac García                                                                | 28:59,68   |
| Bieg na 3000 m z przeszkodami | José Luis Blanco                                                                               | 8:28,44    | Salvador Miranda                                                                | 8:28,80    | José María González                                                         | 8:30,96    |
| Bieg na 110 m przez płotki    | Márcio de Souza                                                                                | 13,76      | Redelén dos Santos                                                              | 13,91      | Jackson Quiñónez                                                            | 14,66      |
| Bieg na 400 m przez płotki    | Eronilde de Araújo                                                                             | 49,35      | Carlos Zbinden                                                                  | 50,32      | Anderson Costa dos Santos                                                   | 50,59      |
| Sztafeta 4 × 100 m            | Brazylia Vicente de Lima · Édson Ribeiro · André da Silva · Claudinei da Silva                 | 38,24      | Kuba José Ángel César · Luis Alberto Pérez-Rionda · Iván García · Freddy Mayola | 38,97      | Chile Juan Pablo Faúndez · Ricardo Roach · Sebastián Keitel · Rodrigo Roach | 39,90      |
| Sztafeta 4 × 400 m            | Brazylia Anderson Jorge dos Santos · Sanderlei Parrela · Luis Antônio Eloi · Valdinei da Silva | 3:03,33    | Chile Ricardo Roach · Guillermo Meyer · Carlos Zbinden · Rodrigo Roach          | 3:10,86    | Argentyna Carlos Gats · Gustavo Aguirre · Iván Altamirano · Gabriel López   | 3:12,45    |
| Chód na 20 000 m              | Noé Hernández                                                                                  | 1:24:50,46 | João Vieira                                                                     | 1:26:37,78 | Ricardo Alexandre Reinert                                                   | 1:32:43,63 |
| Skok wzwyż                    | Gilmar Mayo                                                                                    | 2,24       | Fabrício Romero                                                                 | 2,24       | David Antona                                                                | 2,22       |
| Skok o tyczce                 | Nuno Fernandes                                                                                 | 5,20       | Robison Pratt                                                                   | 5,20       | Edgar Díaz                                                                  | 5,10       |
| Skok w dal                    | Nélson Carlos Ferreira                                                                         | 7,90       | Esteban Copland                                                                 | 7,81       | Joan Lino Martínez                                                          | 7,71       |
| Trójskok                      | Michael Calvo                                                                                  | 17,05      | Rodrigo Mendes                                                                  | 16,76      | Antônio da Costa                                                            | 15,78      |
| Pchnięcie kulą                | Manuel Martínez                                                                                | 19,70      | Yojer Medina                                                                    | 18,89      | Iker Sukia                                                                  | 18,17      |
| Rzut dyskiem                  | Frank Casañas                                                                                  | 59,87      | Marcelo Pugliese                                                                | 58,14      | Mario Pestano                                                               | 57,17      |
| Rzut młotem                   | Juan Ignacio Cerra                                                                             | 74,32      | Vítor Costa                                                                     | 72,36      | José Manuel Pérez                                                           | 70,67      |
| Rzut oszczepem                | Emeterio González                                                                              | 80,02      | Nery Kennedy                                                                    | 75,60      | Diego Moraga                                                                | 72,46      |
| Dziesięciobój                 | Édson Bindilatti                                                                               | 7538       | Edemar dos Santos                                                               | 7406       | Enrique Aguirre                                                             | 6943       |

### Kobiety
| Konkurencja                   | 1. miejsce                                                                   | Wynik    | 2. miejsce                                                                            | Wynik    | 3. miejsce                                                                               | Wynik    |
| ----------------------------- | ---------------------------------------------------------------------------- | -------- | ------------------------------------------------------------------------------------- | -------- | ---------------------------------------------------------------------------------------- | -------- |
| Bieg na 100 m                 | Liliana Allen                                                                | 11,57    | Rosemar Coelho Neto                                                                   | 11,67    | Mirtha Brock                                                                             | 11,70    |
| Bieg na 200 m                 | Felipa Palacios                                                              | 23,18    | Liliana Allen                                                                         | 23,66    | Julia Alba                                                                               | 23,93    |
| Bieg na 400 m                 | Norma González                                                               | 53,00    | Lorena de Oliveira                                                                    | 53,18    | Luciana Mendes                                                                           | 53,18    |
| Bieg na 800 m                 | Luciana Mendes                                                               | 2:01,77  | Mayte Martínez                                                                        | 2:04,02  | Sandra Moya                                                                              | 2:05,61  |
| Bieg na 1500 m                | Nuria Fernández                                                              | 4:18,03  | Rocío Rodríguez                                                                       | 4:19,78  | Niusha Mancilla                                                                          | 4:20,02  |
| Bieg na 5000 m                | Fernanda Ribeiro                                                             | 15:29,47 | María Abel                                                                            | 15:40,18 | América Mateos                                                                           | 15:42,19 |
| Bieg na 10 000 m              | Érika Olivera                                                                | 33:39,16 | Isabel Juárez                                                                         | 34:37,03 | Maria Rodrigues                                                                          | 34:45,99 |
| Bieg na 3000 m z przeszkodami | Soraya Telles                                                                | 10:49,52 | Alcina dos Reis                                                                       | 10:52,81 | Verónica Páez                                                                            | 11:34,67 |
| Bieg na 100 m przez płotki    | Yahumara Neyra                                                               | 13,17    | Maíla Machado                                                                         | 13,25    | Isabel Abrantes                                                                          | 13,30    |
| Bieg na 400 m przez płotki    | Ana Paula Pereira                                                            | 57,59    | Jupira da Graça                                                                       | 58,48    | Mayte Urcelay                                                                            | 58,90    |
| Sztafeta 4 × 100 m            | Kolumbia Mirtha Brock · Felipa Palacios · Norma González · Princesa Oliveros | 44,81    | Brazylia Lucimar de Moura · Claudete Alves Pina · Kátia Regina Santos · Cleide Amaral | 45,16    | Portoryko Jennifer Caraballo · Heysha Ortiz · Yesenia Rivera · Damaris Diana             | 45,26    |
| Sztafeta 4 × 400 m            | Kolumbia Mirtha Brock · Felipa Palacios · Norma González · Janeth Lucumí     | 3:34,51  | Portoryko Sandra Moya · Yamelis Ortiz · Beatriz Cruz · Maritza Salas                  | 3:34,95  | Brazylia Ana Paula Pereira · Jupira da Graça · Maria Laura Almirão · Claudete Alves Pina | 3:36,07  |
| Chód na 10 000 m              | Rosario Sánchez                                                              | 45:38,90 | Geovana Irusta                                                                        | 45:59,95 | Teresa Linares                                                                           | 46:36,86 |
| Skok wzwyż                    | Solange Witteveen                                                            | 1,87     | Marta Mendía                                                                          | 1,84     | Luciane Dambacher                                                                        | 1,81     |
| Skok o tyczce                 | Alejandra García                                                             | 4,39     | Paula Fernández                                                                       | 4,00     | Elisabete Ansel                                                                          | 3,90     |
| Skok w dal                    | Maurren Maggi                                                                | 6,70     | Andrea Ávila                                                                          | 6,41     | Luciana dos Santos                                                                       | 6,28     |
| Trójskok                      | Carlota Castrejana                                                           | 13,61    | Luciana dos Santos                                                                    | 13,46    | Mónica Falcioni                                                                          | 12,92    |
| Pchnięcie kulą                | Martina de la Puente                                                         | 17,44    | Marianne Berndt                                                                       | 15,07    | Andréa Maria Britto                                                                      | 14,86    |
| Rzut dyskiem                  | Katiuscia de Jesus                                                           | 51,41    | Neolanis Suárez                                                                       | 49,49    | Fanny García                                                                             | 49,45    |
| Rzut młotem                   | Dolores Pedrares                                                             | 61,39    | Karina Moya                                                                           | 58,90    | Vânia Silva                                                                              | 57,35    |
| Rzut oszczepem                | Xiomara Rivero                                                               | 60,43    | Sueli dos Santos                                                                      | 58,94    | Mercedes Chilla                                                                          | 55,99    |
| Siedmiobój                    | Mônica Marques                                                               | 5480     | Naide Gomes                                                                           | 5463     | Patrícia de Souza                                                                        | 4930     |

## Klasyfikacja medalowa
*   Gospodarz ( Brazylia)
| Miejsce | Reprezentacja                     | Złoto | Srebro | Brąz | Razem |
| ------- | --------------------------------- | ----- | ------ | ---- | ----- |
| 1       | Brazylia*                         | 18    | 16     | 11   | 45    |
| 2       | Hiszpania                         | 6     | 5      | 10   | 21    |
| 3       | Kuba                              | 5     | 2      | 1    | 8     |
| 4       | Kolumbia                          | 5     | 0      | 1    | 6     |
| 5       | Meksyk                            | 3     | 5      | 2    | 10    |
| 6       | Argentyna                         | 3     | 3      | 5    | 11    |
| 7       | Portugalia                        | 3     | 3      | 3    | 9     |
| 8       | Chile                             | 1     | 3      | 4    | 8     |
| 9       | Wenezuela                         | 0     | 3      | 1    | 4     |
| 10      | Portoryko                         | 0     | 1      | 3    | 4     |
| 11      | Boliwia                           | 0     | 1      | 1    | 2     |
| 12      | Paragwaj                          | 0     | 1      | 0    | 1     |
| 12      | Wyspy Świętego Tomasza i Książęca | 0     | 1      | 0    | 1     |
| 14      | Urugwaj                           | 0     | 0      | 1    | 1     |
| 14      | Ekwador                           | 0     | 0      | 1    | 1     |
| Razem   | Razem                             | 44    | 44     | 44   | 132   |